# ريد (أغنية تايلور سويفت)
تعديل مصدري - تعديل  
ريد (بالإنجليزية: Red)‏ ((بالعربية)) هي أغنية للمغنية وكاتبة الأغاني الأمريكية تايلور سويفت مِن ألبومها الرابع الذي يحمل العنوان نفسه أحمر (Red). أطلقتْ شركة بيغ ماشين ريكوردز الأغنية في 2 أكتوبر 2012 في الولايات المتحدة كأغنية منفردة ترويجية (برومو) وأعيد إطلاقها في 21 يونيو 2013 كخامس أغنية منفردة مِن الألبوم. تُصنف الأغنية موسيقياً كأغنية ريفية وكلماتها تستعمل الألوان كأداة مجازية لوصف علاقة انفعالية وصاخبة. لاقتْ الأغنية آراء متفاوتة بين النقاد الذين أثنوا على كلماتها لكن انقسموا في آراءهم حول موسيقى الأغنية واحتلتْ الأغنية المرتبة السادسة في قائمة بيلبورد هوت 100 كما احتلتْ المركز الأول في قائمة هوت أغاني رقمية.

## تركيبة الأغنية

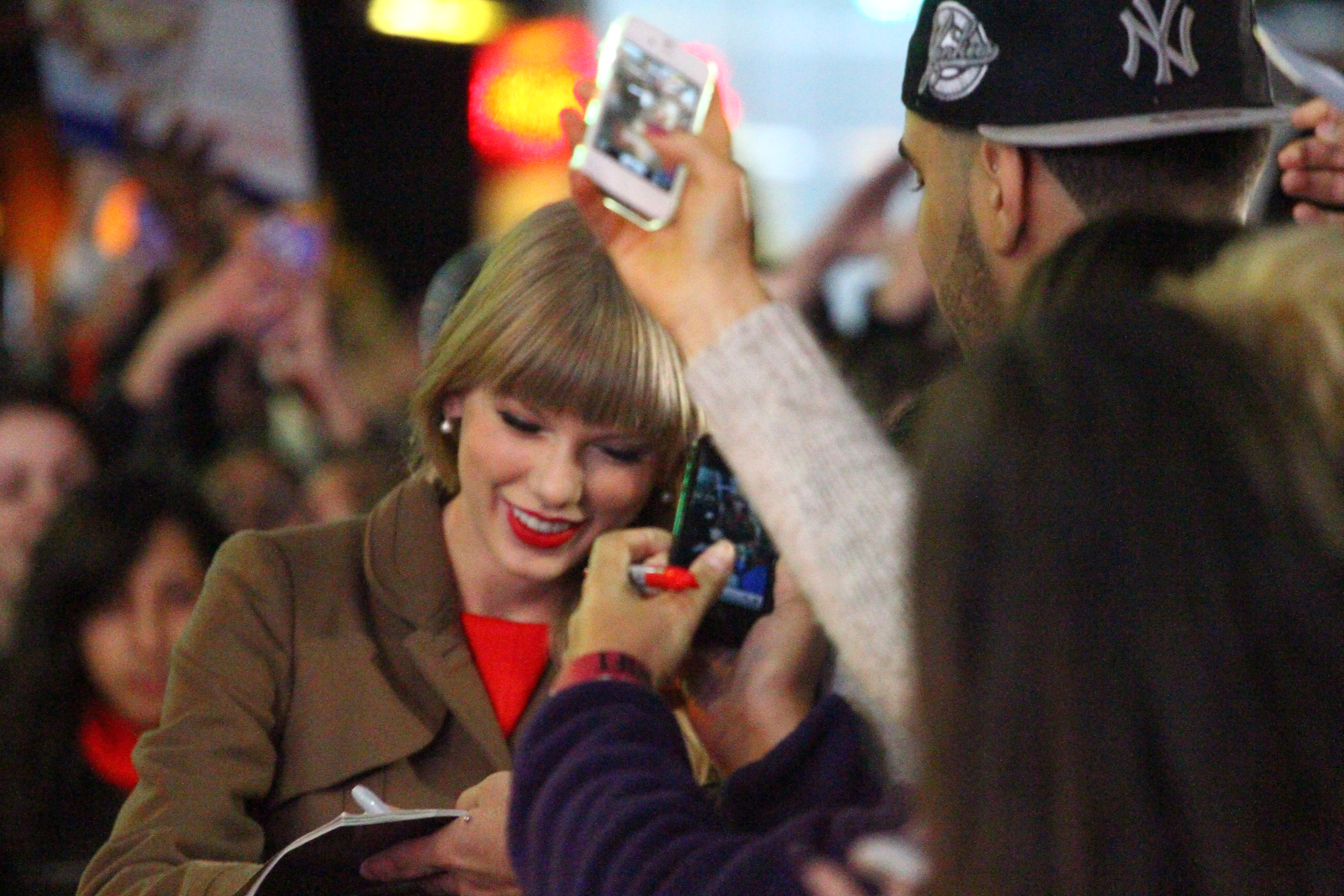
تايلور سويفت في برنامج صباح الخير أمريكا.

كتبتْ تايلور سويفت الأغنية بمفردها وقامتْ بإنتاجها إلى جانب ناثان تشابمان ودان هوف وأشرف ستيف ماركانتونيو على جلسات التسجيل التي جرتْ في استوديوهات Blackbird في ناشفيل، تينيسي. تُصنف الأغنية موسيقياً كأغنية ريفية في حين وصف سام لانسكي الكاتب في موقع Idolator الأغنية بأنها «بوب-روك» وقد لاحظ غيره من النقاد أيضاً أن الأغنية تتضمن عناصر أخرى كالإيقاع الإلكتروني وعزف لغيتار الروك كما لاحظوا أنها تسحتضر في الأذهان أغنية سويفت السابقة «Love Story» غير أنهم وصفوا الأغنية بأنها «أكثر ألماً وإحباطاً مِن كليشيهات القصص الخيالية»، وقد كُتِبَتْ الأغنية عبر مفتاح دو مرتفع صغير وصوت تايلور سويفت يتراوح ما بين مفتاح فا الموسيقي ومفتاح دو الموسيقيّ وإيقاع الأغنية يصل إلى 125 ضربة في الدقيقة وكلماتها تستعمل الألوان كأداة مجازية لوصف علاقة انفعالية وصاخبة. قدمتْ تايلور سويفت الأغنية في 1 أكتوبر 2012 في برنامج صباح الخير أمريكا حيث تحدثتْ سويفت عن معنى الأغنية قائلة: ‘‘كتبتُ هذه الأغنية عن حقيقة أنه يصعب نسيان بعض الأشياء’’ وأضافتْ ‘‘لأن المشاعر التي جاءت مع تلك تجربة هي مشاعر انفعالية وبالنسبة لي المشاعر الانفعالية حمراء’’، وتحدثتْ عن سبب اختيارها الأغنية لتكون عنوان الألبوم لأن كلماتها تشمل موضوع الألبوم كله حيث قالتْ:
| ريد (أغنية تايلور سويفت) | إن المشاعر التي كُتبتْ في الألبوم تتحدث عن الطبيعة الصاخبة والانفعالية والجنونية لعلاقات شبه سامّة عِشتُها خلال العامين الماضيين. أنا أرى في ذهني مشاعر الحب الشديد والإحباط الشديد والغيرة والحيرة كلها مشاعر حمراء ولا شئ في الوسط. | ريد (أغنية تايلور سويفت) |

## آراء النقاد
قال غرادي سميث الكاتب في مجلة إنترتاينمينت ويكلي ‘‘لقتْ شعرتُ بالإحباط مِن جودة الأغنية وهذا أمر مضحك باعتبار أن سويفت قالت أن الأغنية تتحدث عن المشاعر الانفعالية... والأغنية ترسم صورة ضبابية في حين أن المٌفترض أن تٌشعرك الأغنية بحيوية المشاعر... أين الدراما والشغف؟... هذا لا يعني أنها أغنية سيئة لكن فقط مخيّبة.’’ وصفتْ ريبيكا ماكاتي مِن موقع إي! أونلاين الأغنية بأنها ‘‘قوس قزحٍ مِن النكهات’’ وقالتْ ‘‘إنها تستعمل ألواناً لا حصر لها لوصف مشاعرها... نحن غير متأكدين بأي لونٍ يبدو قلب سويفت لكننا متأكدون أن له لوناً جميل’’. أعطتْ مجلة رولينغ ستون مراجعة إيجابية للأغنية ووصفتْ كلمات الأغنية بأنها ‘‘بسيطة لكن مُؤثرة’’. أعطى بيلي دوكس الكاتب في تايست أوف كنتري تقييم أربع نجمات ونصف مِن أصل خمسة للأغنية وقال إن كلمات الأغنية ‘‘واحدة مِن أفضل كلمات الأغاني في الألبوم وتُسلط الضوء على مهارة سويفت في الكتابة وكيف أنها تتلاعب بالألوان كفنانة محترفة وهذه الأغنية هي مثل كنيسة سيستينيا بالنسبة لها’’. وصفتْ جيسيكا ساغر الكاتبة في موقع PopCrush الأغنية بأنها «مزعجة» وعلّقتْ الكاتبة على تنوع النمط الموسيقي في الأغنية ووصفته بأنه ‘‘محاولة لبيع كل شيء للجميع’’ وكنتيجة لذلك تقول الكاتبة ‘‘باعتْ تايلور سويفت نفسها’’.

## الأداء الحيّ

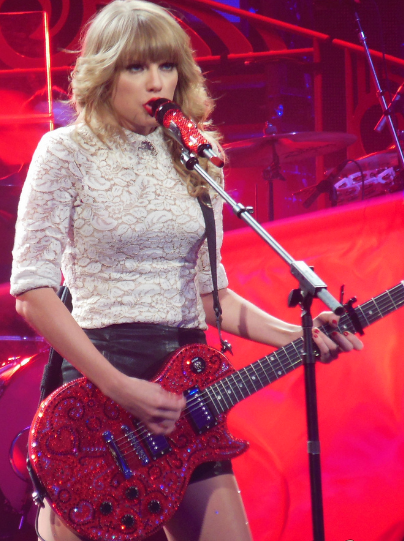
أدتْ تايلور سويفت الأغنية خلال الجولة الموسيقية لألبومها Red.

أدتْ تايلور سويفت الأغنية في حفل جوائز BBC Teen Awards الذي أُقيم في ساحة ويمبلي في7 أكتوبر 2012 كما أدتْ في الحفل نفسه أغنية "You Belong With Me" وأغنية "Love Story" وأغنية "We Are Never Ever Getting Back Together"، وأدتْ سويفت الأغنية إلى جانب أغنية "We Are Never Ever Getting Back Together  في مركز روكفلر ضمن برنامج صباح الخير أمريكا وذلك بعد يومٍ مِن إصدار الألبوم أي في 23 أكتوبر 2012، وأدتْ سويفت الأغنية في اليوم نفسه في برنامج العرض المتأخر مع ديفيد ليترمان، وأدتْ سويفت الأغنية إلى جانب أغنية We Are Never Ever Getting Back Together وأغنية I Knew You Were Trouble خلال مقابلتها في برنامج Today الأمريكي على قناة NBC في 27 نوفمبر 2012، وأدتْ سويفت الأغنية خلال جولتها الموسيقية المصاحبة لألبوم Red.

## الأداء التجاري
احتلتْ أغنية Red المركز السادس في قائمة بيلبورد هوت 100 في الولايات المتحدة، واحتلتْ المركز الخامس في قائمة كاناديان هوت 100 في كندا، وبيع مِن الأغنية 312,000 خلال أسبوعها الأول وبيع مِنها بحلول مايو 2013  مليون نسخة في الولايات المتحدة.

## فيديو كليب
جرى إطلاق فيديو كليب أغنية أحمر (Red) في 3 يوليو 2013. يتضمن الفيديو مشاهد مِن إحدى حفلات سويفت خلال الجولة الموسيقية المُصاحبة للألبوم. بحلول أبريل 2016 حصل الفيديو على أكثر مِن 90 مليون مشاهدة على يوتيوب.

## قوائم المبيعات
| القائمة (2012-2013)                            | الترتيب |
| ---------------------------------------------- | ------- |
| أستراليا (أريا تشارتس)                         | 30      |
| كندا (كاناديان هوت 100)                        | 5       |
| فرنسا (سنديكا ناسيونال دي ليديسيون فونوغرافيك) | 103     |
| أيرلندا (ترتيب أغاني أيرلندا)                  | 25      |
| اليابان (يابان هوت 100)                        | 43      |
| نيوزلندا (ريكورديد ميوزك إن زيت)               | 14      |
| أسبانيا (برودوكوتوريس دي ميوزيكا دي إسبانيا)   | 46      |
| بريطانيا (يو كاي سنغلس تشارتس)                 | 26      |
| الولايات المتحدة (بيلبورد هوت 100)             | 6       |
| الولايات المتحدة (هوت كنتري سونغس)             | 2       |

| القائمة (2013)                 | الترتيب |
| ------------------------------ | ------- |
| US Hot Country Songs Billboard | 44      |
| US Country Airplay Billboard   | 43      |

| القائمة (2014)               | الترتيب |
| ---------------------------- | ------- |
| US Country Airplay Billboard | 99      |

## تاريخ الإصدار
| البلد            | التاريخ       | الشكل         | الشركة            |
| ---------------- | ------------- | ------------- | ----------------- |
| الولايات المتحدة | 2 أكتوبر 2012 | تحميل رقمي    | بيغ ماشين ريكوردز |
| الولايات المتحدة | 24 يونيو 2013 | Country radio | بيغ ماشين ريكوردز |
| الولايات المتحدة |               |               | بيغ ماشين ريكوردز |